# Charles H. Percy
Charles H. Percy (Pensacola, 1919. szeptember 27. – Washington, 2011. szeptember 17.) az Amerikai Egyesült Államok szenátora (Illinois, 1967–1985).